# Полім'я

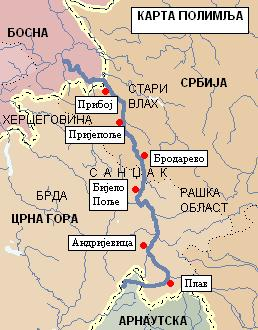
Річка Лім і міста на ній

Полім'я (серб. Полимље / Polimlje) — географічна область на Балканах, розташована в течії річки Лім. Різні частини Полім'я входять до складу різних областей, зокрема до складу Санджаку і Старого Влаху, а також Рашкської області.

## Географія
До Полім'я входять всі громади Республіки Сербської, Сербії і Чорногорії, територією яких протікає річка Лім. Полім'я ділиться на Верхнє і Нижнє в напрямку течії річки з півночі на південь. Північне (Нижнє Полім'я) включає сербські громади, територією яких тече Лім. Також туди входить громада Рудо Республіки Сербської, в якій є однойменне містечко Полімле. Південне (Верхнє Полім'я) включає чорногорські громади, територією яких протікає річка Лім. Найбільшими містами в Полім'ї є Прибой, Прієполє, Бродарєво, Бієло-Полє, Беране, Андрієвиця і Плав.
Полім'я включає також західні, південні і південно-східні частини Новопазарського Санджаку (простягається з північного заходу на південний схід у бік Санджаку, який простягається зі сходу на захід). Нижнє Полім'я охоплює південні райони Старого Влаха. Межує на півночі зі Златибором по річці Увац, з Рашкською областю на сході (кордон — Сьєниця), на півдні з чорногорськими горами, на південно-заході зі Старою Герцеговиною (Плєвля), на заході з громадою Рудо, Нижнім Полім'ям і з Подрінням.

## Історія
Полім'я грало значну роль в історії Сербії та сербів. Там знаходиться досить багато середньовічних пам'яток культури: церков і монастирів (зокрема й відомий монастир Мілешева). В долині Ліма проходить багато важливих автомобільних доріг і залізниць (зокрема залізниця Белград — Бар), тому Полім'я має велике транспортне значення. У регіоні розвинені промисловість і сільське господарство, процвітає сільський туризм, вирощується відомий пештерський сир.
У Полім'ї проживають серби, чорногорці, боснійці і албанці (на півдні).